# Indie na Letních olympijských hrách 1972
Indie se účastnila Letní olympiády 1972 v německém Mnichově. Zastupovalo ji 18 sportovců ve 3 sportech.

## Medailisté
| Medaile | Jméno | Sport         | Soutěž      |
| ------- | --- | ------------- | ----------- |
| Bronz   | Ajitpal Singh Ashok Kumar Govinda Billimogaputtaswamy Cornelius Charles Harbinder Singh Harcharan Singh Harmik Singh Kulwant Singh Manuel Frederick Michael Kindo Ganesh Mollerapoovayya Mukhbain Singh Perumal Krishnamurthy Virinder Singh | Pozemní hokej | turnaj mužů |